# EMBO Molecular Medicine
EMBO Molecular Medicine, abgekürzt EMBO Mol. Med., ist eine wissenschaftliche Fachzeitschrift, die vom Wiley-Blackwell-Verlag im Auftrag der European Molecular Biology Organization als open access Online-Journal veröffentlicht wird. Die Zeitschrift erscheint derzeit mit zwölf Ausgaben im Jahr. Es werden Arbeiten veröffentlicht, die aus dem Grenzbereich von Molekularbiologie und klinischer Forschung stammen. Schwerpunkte sind unter anderem Genetik, Gentherapie, Krebsforschung und Immunologie. Chefredakteurin ist Stefanie Dimmeler.
Der Impact Factor lag im Jahr 2014 bei 8,665. Nach der Statistik des ISI Web of Knowledge wird das Journal mit diesem Impact Factor in der Kategorie experimentelle und forschende Medizin an neunter Stelle von 123 Zeitschriften geführt.